# طاخيل (وادي العين)

تعديل مصدري - تعديل

طاخيل هي إحدى قرى عزلة وادي العين بمديرية حورة التابعة لمحافظة حضرموت، بلغ تعداد سكانها 35 نسمة حسب تعداد اليمن لعام 2004.